# Malloué
Malloué (Ausspracheⓘ) ist eine ehemalige französische Gemeinde mit 22 Einwohnern (Stand 1. Januar 2022), den Mallouins, im Département Calvados in der Region Normandie.
Am 1. Januar 2016 wurde Malloué im Zuge einer Gebietsreform zusammen mit 19 benachbarten Gemeinden, die wie Malloué alle dem aufgelösten Gemeindeverband Bény-Bocage angehörten, als Ortsteil in die neue Gemeinde Souleuvre en Bocage eingegliedert.

## Geografie
Malloué liegt rund 16 Kilometer nordnordwestlich von Vire-Normandie. Im Süden grenzt das Ortsgebiet an die Vire.

## Bevölkerungsentwicklung
| Jahr                             | 1793 | 1836 | 1876 | 1926 | 1946 | 1968 | 1990 | 2013 |
| Einwohner                        | 33   | 109  | 78   | 55   | 49   | 36   | 24   | 27   |
| Quelle: Cassini, EHESS und INSEE |      |      |      |      |      |      |      |      |

## Sehenswürdigkeiten

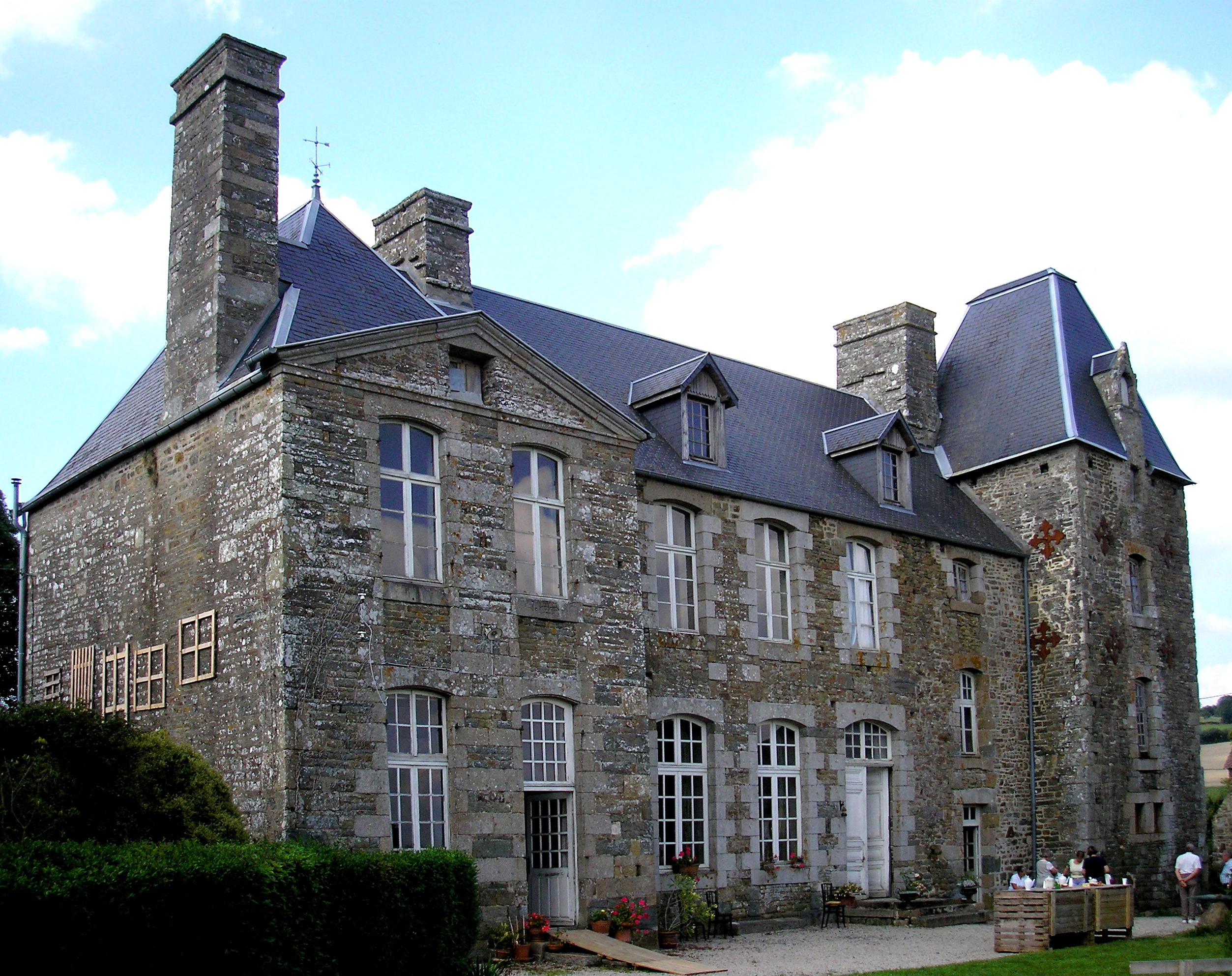
Schloss

- Kirche Notre-Dame aus dem 18. Jahrhundert, seit 1970 Monument historique[3]
- Schloss aus dem 17./18. Jahrhundert
- Flur- und Friedhofskreuz, beide Monument historique[4][5]

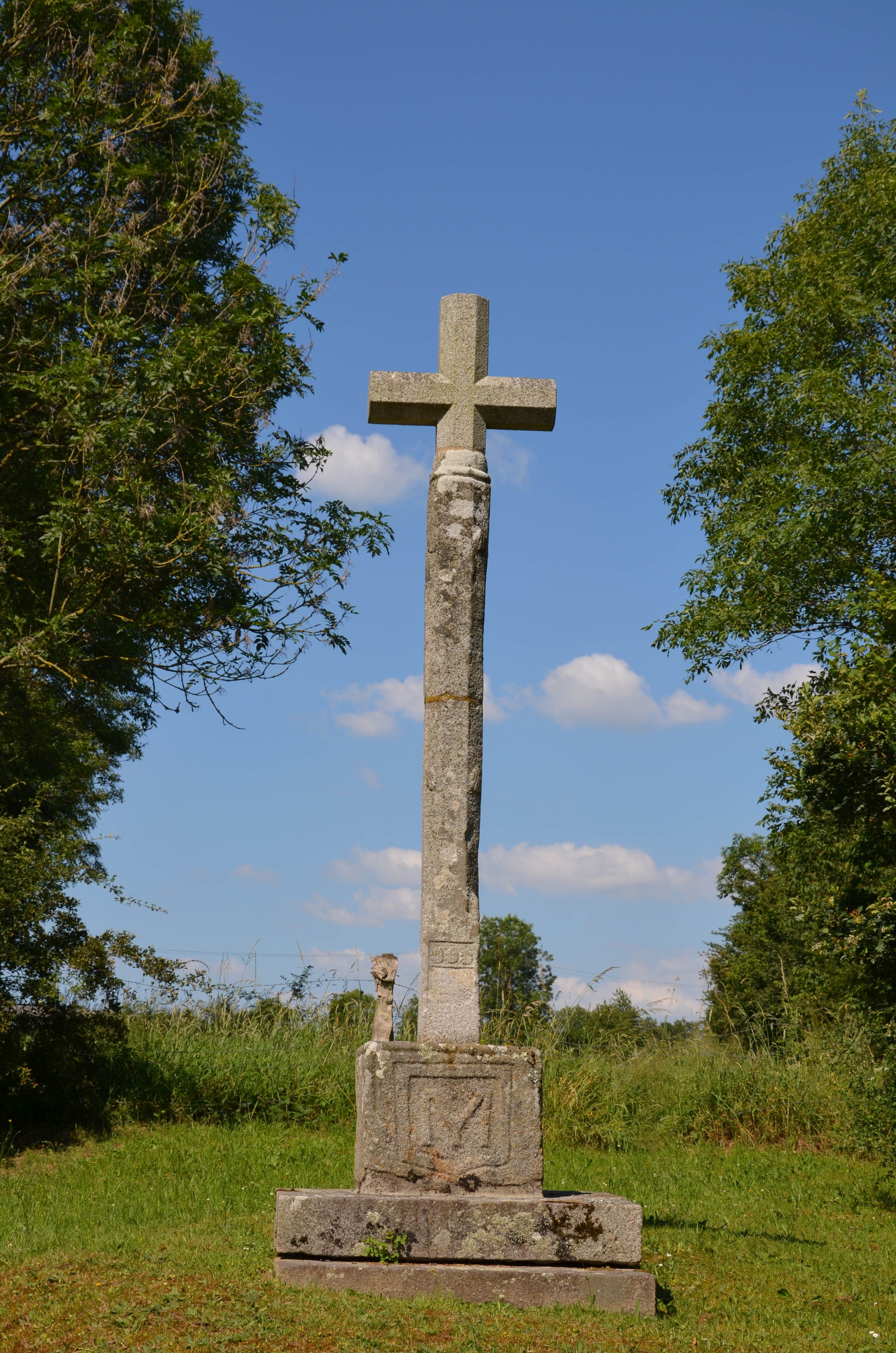
Flur- …
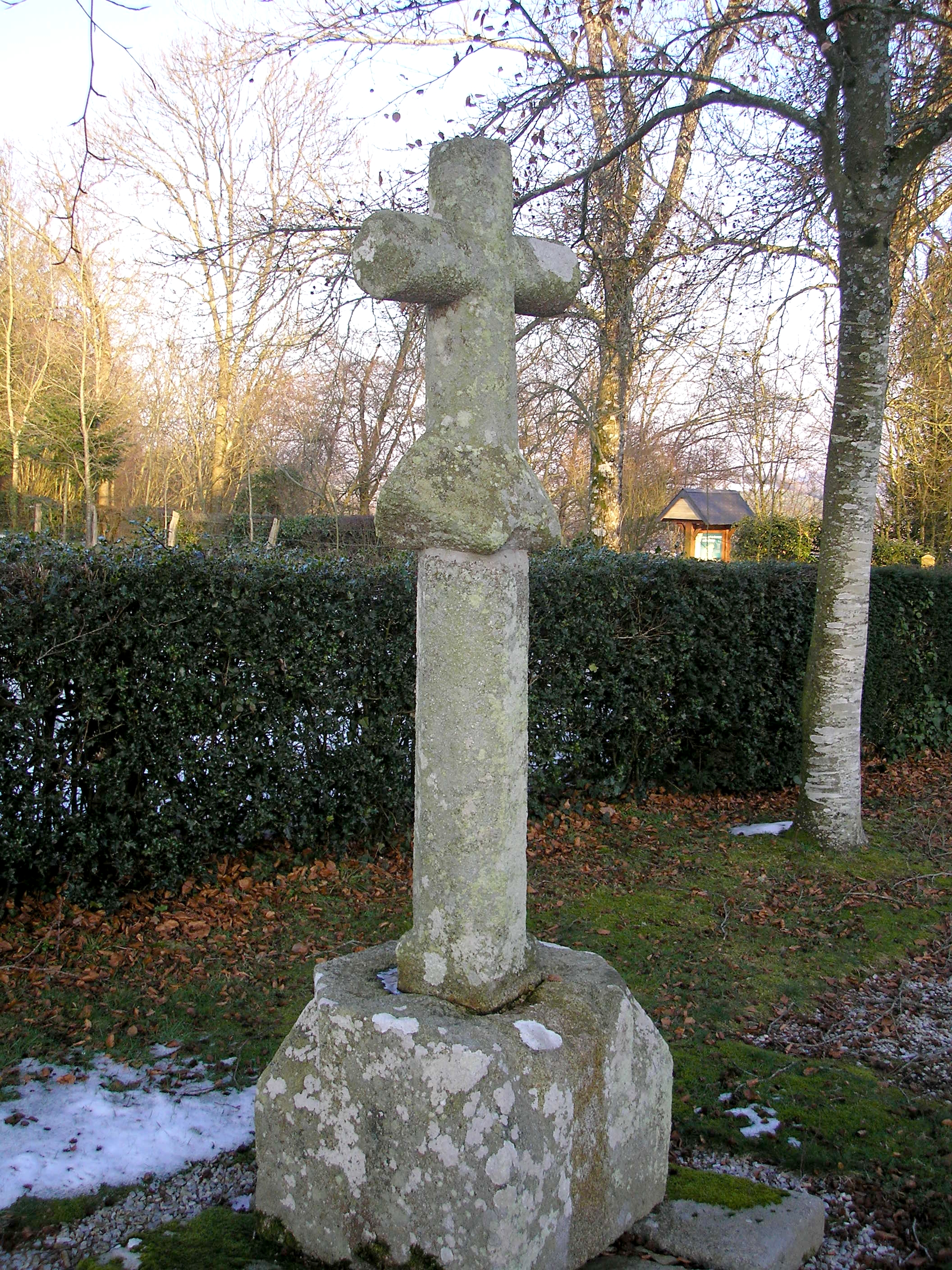
… und Friedhofskreuz